# ناحیه کلمبیا، شهرستان جکسون، میشیگان
ناحیه کلمبیا (به انگلیسی: Columbia Township) یک منطقهٔ مسکونی در ایالات متحده آمریکا است که در شهرستان جکسون، میشیگان واقع شده‌است.
 ناحیه کلمبیا  ۷٬۴۲۰ نفر جمعیت دارد و ۳۰۶ متر بالاتر از سطح دریا واقع شده‌است.